# Kamienica Pod Pelikanem w Warszawie
Kamienica pod Pelikanem – kamienica znajdująca się przy placu Zamkowym 1/13 na Starym Mieście w Warszawie. Jej nazwa pochodzi od wyrzeźbionego pelikana, który znajduje się na rogu budynku. Od 1 lipca 1965 razem z kamienicą sąsiadującą (przy pl. Zamkowym 13A) jest wpisana do rejestru zabytków (nr 627).

## Opis

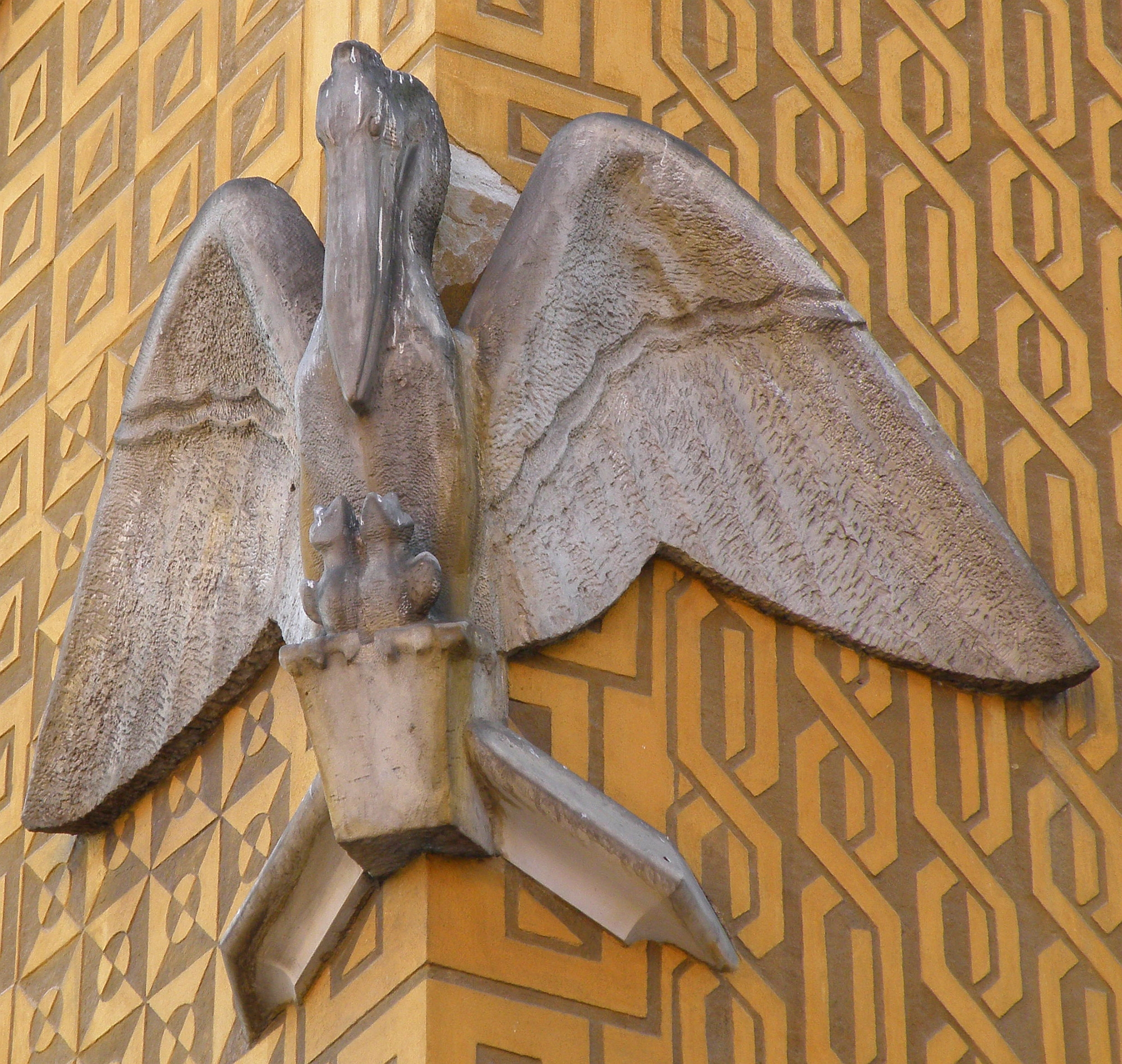
Wyrzeźbiony pelikan na rogu budynku

Kamienica została wzniesiona w drugiej połowie XVII w. u zbiegu ulic Piwnej i Grodzkiej (obecnie plac Zamkowy). Zastąpiła w tym miejscu inną, starszą kamienicę. W XVIII w. stanowiła własność kupieckiej rodziny Makinich, a potem Karola Fryderyka Pöppelmana, nadwornego architekta Wettinów. 
Pod koniec XVIII w. należała do kupca Michała Roeslera, a następnie była użytkowana przez wspólnych właścicieli z sąsiadującą kamienicą przy placu Zamkowym nr 13A (kamienica Dyndy). Na skutek przebudowy w XIX w. obydwie kamienice zostały ze sobą połączone. W roku 1944 została zburzona do piwnic. Po wojnie, pod koniec lat 50. została odbudowana według projektu Tadeusza Makarskiego, który nawiązuje do wyglądu sprzed zniszczenia z XVIII w.
Jest to pięciokondygnacyjna kamienica, o dwóch osiach od strony placu Zamkowego i sześciu od ulicy Piwnej. Między parterem, a pierwszym piętrem znajduje się drewniany okap. Sgraffito fasady zostało wykonane przez Edmunda Burkego, współprojektanta i współrealizatora polichromii wielu kamienic Starego Miasta.